# Igor Bubnjić
Igor Bubnjić est un footballeur international croate né le 17 juillet 1992 à Split. Il évolue au poste de défenseur avec le Brescia Calcio en prêt de l'Udinese Calcio. 

## Carrière
- 2011-2013 : Slaven Belupo ( Croatie)
  - 2011-2012 : NK Koprivnica ( Croatie)
- 2013-201. : Udinese Calcio ( Italie)[2]